# Радванкув-Шляхецький
Радванкув-Шляхецький (пол. Radwanków Szlachecki) — село в Польщі, у гміні Собене-Єзьори Отвоцького повіту Мазовецького воєводства.
Населення — 210 осіб (2011).
У 1975-1998 роках село належало до Седлецького воєводства.

## Демографія
Демографічна структура станом на 31 березня 2011 року:
|          | Загалом | Допрацездатний вік | Працездатний вік | Постпрацездатний вік |
| -------- | ------- | ------------------ | ---------------- | -------------------- |
| Чоловіки | 107     | 20                 | 71               | 16                   |
| Жінки    | 103     | 15                 | 54               | 34                   |
| Разом    | 210     | 35                 | 125              | 50                   |